# Famciclovir
Famciclovir ist ein Analogon der Nukleinbase 2-Aminopurin und  wird als Virostatikum bei Infektionen und Reaktivierungen von Herpes-simplex-Viren (HSV-1 und -2) und Varizella-Zoster-Virus (VZV) eingesetzt.

## Chemie
Famciclovir ist das Diacetyl-Derivat von Penciclovir, welches nach  oraler Einnahme keine ausreichende Bioverfügbarkeit erzielen konnte. Das machte die Entwicklung einer Substanz mit besserer Pharmakokinetik erforderlich.

## Pharmakologie
Famciclovir ist ein Prodrug von Penciclovir, das nach oraler Einnahme metabolisiert wird und dabei durch Deacetylierung sowie anschließender Oxidation zu Penciclovir umgewandelt wird. 

## Anwendung
Der Wirkstoff wird als Rezidivanz zur Behandlung des Herpes genitalis bzw. zur Frühbehandlung eines Herpes zoster („Gürtelrose“) eingesetzt. In Kombination mit Lamivudin wurde Famciclovir in Studien als Ersatz zur Interferon-Kombinationstherapie auch bei einer chronischen Infektion mit Hepatitis B angewendet. Dies ist seit der Verfügbarkeit spezifischer Virustatika gegen das Hepatitis-B-Virus obsolet.

## Handelsnamen
Monopräparate

Famvir (D, A, CH) sowie ein Generikum (A)